# Caroline Polachek
Caroline Elizabeth Polachek, meglio conosciuta come Caroline Polachek (New York, 20 giugno 1985), è una cantautrice statunitense.
Ha iniziato la sua carriera musicale nel 2005 nel gruppo musicale indie pop Chairlift, di cui è fondatrice. Inoltre, dal 2014 l'artista ha realizzato diversi progetti da solista sotto gli pseudonimi Ramona Lisa e CEP e, dopo lo scioglimento dei Chairlift avvenuto nel 2017, ha debuttato da solista sotto il suo nome proprio nel 2019 pubblicando l'acclamato album Pang.

## Biografia
Caroline Polachek nasce a Manhattan, New York, il 20 giugno 1985, figlia di James Montel Polachek, un analista di mercato e musicista di formazione classica, e Elizabeth Allan. La sua famiglia si trasferisce a Tokyo, dove Polachek vive fino ai sei anni, per poi spostarsi a Greenwich, nello Stato del Connecticut. Qui Polachek entra a far parte del coro scolastico, e nello stesso periodo nasce il suo interesse per la musica elettronica, quando il padre le regala una tastiera.
Nel 1994 i suoi genitori divorziano. Polachek si descrive come "una bambina molto iperattiva" e racconta che i suoi genitori usavano mettere nelle rispettive case le canzoni di Enya per calmarla. Polachek cita inoltre la sua esposizione fin dalla tenera età a canzoni tradizionali giapponesi e sigle di anime come influenze sulla sua musica.
Da adolescente inizia a viaggiare a New York per vedere concerti post-hardcore, emo, punk e jazz. Mike Patton del gruppo Faith No More una volta l'ha fatta personalmente entrare a un concerto al Knitting Factory dopo che il suo documento di identità falso era stato respinto. Ha inoltre suonato in diversi gruppi durante gli anni del liceo e del college.

### Chairlift
Polachek e Aaron Pfenning formarono i Chairlift nel mese di ottobre 2005 mentre frequentavano l'Università del Colorado di Boulder. Nel 2007, il gruppo si allargò a tre membri con l'arrivo del bassista Patrick Wimberly. Durante lo stesso anno i Chairlift pubblicarono l'EP autoprodotto Daylight Savings, a cui seguì il primo album Does You Inspire You (2008), pubblicato dalla Kanine. In seguito alla dipartita di Pfenning nel 2010, i Chairlift tornarono ad essere un duo, e pubblicarono altri due album intitolati Something (2012) e Moth (2016), entrambi pubblicati dalla Columbia. Polachek è accreditata per aver diretto o co-diretto i videoclip di Amanaemonesia, della versione cantata in giapponese di I Belong in Your Arms e Polymorphing. Dopo un'ultima tournée tenuta nella primavera del 2017, i Chairlift si sciolsero.

### Carriera solista
Nel 2014, mentre faceva ancora parte dei Chairlift, Polachek avviò una carriera da solista pubblicando l'album Arcadia, registrato a Villa Medici (Roma) e attribuito a Ramona Lisa. La cantante co-diresse anche il video del brano Arcadia. Agli inizi del 2017, Polachek pubblicò Drawing the Target Around the Arrow, una pubblicazione strumentale attribuita a CEP (che sarebbero le iniziali del suo nome completo Caroline Elizabeth Polachek). Il terzo album Pang, primo album a nome Caroline Polachek, venne pubblicato il 18 ottobre 2019 in seguito all'uscita dei singoli Door, Ocean of Tears, Parachute e So Hot You're Hurting My Feelings.
Durante la sua carriera, a partire dal 2009, Polachek ha anche collaborato con molti artisti fra cui Flosstradamus, Washed Out, Blood Orange, Delorean, SBTRKT, Sébastien Tellier, Fischerspooner, Charli XCX, Christine and the Queens e Beyoncé. Di quest'ultima, produsse la traccia No Angel (2013) contenuta su Beyoncé (2013). Il disco, così come Polachek e gli altri produttori che parteciparono alla sua registrazione, si candidarono ai Grammy Award. Polachek compose anche delle musiche per i marchi d'abbigliamento Proenza Schouler e Tess Giberson, per una performance artistica di India Menuez e Hayden Dunhamun tenuta a New York e per un balletto. Polachek faceva parte delle Girl Crisis, nel cui organico suonarono membri dei Telepathe, Au Revoir Simone e Class Actress. Questi ultimi registravano dei filmati usando il formato super 8 millimetri e che venivano poi caricati su YouTube.

## Vita privata
Nel 2015 Polachek si è sposata con l'artista Ian Drennan, da cui ha divorziato nel 2017. È stata successivamente legata sentimentalmente a Matt Copson.
Nell'ottobre 2023 la cantante ha co-firmato una lettera aperta destinata all'allora Presidente degli Stati Uniti d'America Joe Biden, richiedendo un cessate il fuoco immediato per porre fine alla guerra fra Israele e Hamas.

## Discografia solista

### Album in studio
- 2014 – Arcadia (come Ramona Lisa)
- 2017 – Drawing the Target Around the Arrow (come CEP)
- 2019 – Pang
- 2023 – Desire, I Want to Turn Into You

### EP
- 2014 – Dominic (come Ramona Lisa)
- 2015 – Piano Versions (come Ramona Lisa)

### Singoli
- 2014 – Arcadia (come Ramona Lisa)
- 2014 – Backwards and Upwards (come Ramona Lisa)
- 2014 – Dominic (come Ramona Lisa)
- 2019 – Door
- 2019 – Ocean of Tears
- 2019 – Parachute
- 2019 – So Hot You're Hurting My Feelings
- 2021 – Bunny Is A Rider
- 2022 – Billions
- 2022 – Sunset
- 2022 – Welcome To My Island
- 2023 – Blood And Butter
- 2023 – Dang
- 2024 – Buttrfly Net (con Weyes Blood)
- 2024 – Starburned and Unkissed
- 2025 – Tell me I never knew that (con i Caroline)
- 2025 – On The Beach
- 2025 – The Field (Blood Orange feat. The Durutti Column, Tariq Al-Sabir e Daniel Caesar)
- 2025 – Mind Loaded (Blood Orange feat. Caroline Polachek, Lorde e Mustafa)